# Cachoeira de Pajeú
Cachoeira de Pajeú is een gemeente in de Braziliaanse deelstaat Minas Gerais. De gemeente telt 9.537 inwoners (schatting 2009).